# Aequidens mauesanus
Aequidens mauesanus är en fiskart som beskrevs av Kullander, 1997. Aequidens mauesanus ingår i släktet Aequidens och familjen Cichlidae. Inga underarter finns listade i Catalogue of Life.